# Comunidad de villa y tierra de Maderuelo
La comunidad de villa y tierra de Maderuelo fue una Comunidad de Villa y Tierra situada al nordeste de la provincia de Segovia, de 242,11 km² de extensión.
Estuvo integrada en la provincia de Burgos en un intento de reforma de los límites provinciales a inicios del siglo XIX.
Al realizarse la actual división de provincias, en 1833 los pueblos quedaron en Segovia.
Limitaba al norte con la Comunidad de Villa y Tierra de San Esteban de Gormaz, al este con la de Ayllón, al sur con las de Fresno de Cantespino y Sepúlveda y al oeste con la de Montejo.

Comunidades de villa y tierra de la Extremadura castellana

## Organización territorial
A dicha comunidad le pertenecieron diversas poblaciones integradas en los municipios de:
Municipio de Maderuelo.
- Maderuelo; villa.
- Aldihuela (desaparecido).[1]
- Linares del Arroyo, desaparecida tras la construcción del embalse de Linares.
- Valdeconejos (desaparecido), anejo de Linares.[2]

Municipio de Alconada de Maderuelo.
- Alconada de Maderuelo (Arconada de Suso).
- Alconadilla (Arconada de Yuso).
- Ventosilla (desaparecido).[3]

Municipio de Aldealengua de Santa María.
- Aldealengua de Santa María.
- Valdelperal (desaparecido).[4]

Municipio de Campo de San Pedro.
- Campo de San Pedro, antiguamente Santa María del Campo y Campo de Maderuelo.
- Fuentemizarra.
- Valdevarnés.
- Villamayor (desaparecido).[5]

Municipio de Cedillo de la Torre.
- Cedillo de la Torre, antes Quintana Cedillo.

Municipio de Cilleruelo de San Mamés.
- Cilleruelo de San Mamés.

Municipio de Moral de Hornuez.
- Moral de Hornuez.
- Hornuez (desaparecido), donde se sitúa el Santuario de Nuestra Señora de Hornuez.[6]

Municipio de Pradales, parte de este municipio perteneció a la Comunidad de Sepúlveda y otra parte a la de Montejo.
- Carabias.

Municipio de Riaguas de San Bartolomé.
- Riaguas de San Bartolomé.
- Briongos (desaparecido).[7]